# Ondrej Dobrota
Ondrej Dobrota (ur. 31 października 1952) – czechosłowacki, następnie słowacki kierowca rajdowy i wyścigowy.

## Życiorys
Karierę sportową rozpoczął od startów w rajdach samochodowych. Rywalizował między innymi w mistrzostwach Słowacji, zajmując Škodą 100 L trzecie miejsce w Rajdzie G1M Púchov. Następnie podjął się rywalizacji MTX w wyścigach górskich. W 1980 roku wziął udział Škodą 130 RS w eliminacji ETCC na torze Masaryk Circuit, nie kwalifikując się do wyścigu. W 1982 roku rozpoczął używanie MTX 1-06. W 1985 roku zajął szóste miejsce w klasyfikacji Formuły Easter, a rok później był trzeci. Jednocześnie w 1986 roku zadebiutował w Pucharze Pokoju i Przyjaźni. W 1987 roku zajął dziewiąte miejsce w Pucharze Pokoju i Przyjaźni. W sezonie 1988 Dobrota był trzeci w mistrzostwach Czechosłowacji w Formule Mondial, za Jaroslavem Vorelem i Janem Veselým. 

## Wyniki
| Legenda oznaczeń w tabelach wyników Wyświetl szablon na nowej stronie | Legenda oznaczeń w tabelach wyników Wyświetl szablon na nowej stronie                                                                     |
| Oznaczenie                                                            | Wyjaśnienie |
| --------------------------------------------------------------------- | --- |
| Złoty                                                                 | Zwycięzca lub mistrzostwo |
| Srebrny                                                               | 2. miejsce lub wicemistrzostwo |
| Brązowy                                                               | 3. miejsce lub II wicemistrzostwo |
| Zielony                                                               | Ukończył, punktował (w klasyfikacji generalnej, gdy zdobył co najmniej jeden punkt na przestrzeni sezonu, poza trzema powyższymi opcjami) |
| Niebieski                                                             | Ukończył, nie punktował (w klasyfikacji generalnej, gdy nie zdobył co najmniej jednego punktu na przestrzeni sezonu)                      |
| Czerwony                                                              | Nie zakwalifikował się (NZ) |
| Czerwony                                                              | Nie prekwalifikował się (NPK) |
| Różowy                                                                | Nie ukończył (NU) |
| Różowy                                                                | Niesklasyfikowany (NS) (w klasyfikacji generalnej, gdy nie został sklasyfikowany w żadnym wyścigu sezonu)                                 |
| Czarny                                                                | Zdyskwalifikowany (DK) |
| Czarny                                                                | Wykluczony (WYK/EX) |
| Biały                                                                 | Nie wystartował (NW) |
| Biały                                                                 | Kontuzjowany (K/INJ) |
| Biały                                                                 | Wyścig odwołany (OD/C) |
| Bez koloru                                                            | Został wycofany (WYC/WD) |
| Bez koloru                                                            | Nie przybył (NP/DNA) |
| Bez koloru                                                            | Nie brał udziału w treningach (NT/DNP) |
| Bez koloru                                                            | Nie został zgłoszony (–) |
| Pogrubienie                                                           | Start z pole position |
| Kursywa                                                               | Najszybsze okrążenie wyścigu |
| †                                                                     | Nie ukończył, ale jego rezultat został zaliczony ze względu na przejechanie więcej niż 90% dystansu wyścigu.                              |
| *                                                                     | Sezon w trakcie |
| 1/2/3                                                                 | Punktowana pozycja w sprincie kwalifikacyjnym                                                                                             |
| Lista systemów punktacji Formuły 1                                    | |

### European Touring Car Championship
| Rok  | Zespół                           | Samochód     | Wyniki w poszczególnych eliminacjach | Wyniki w poszczególnych eliminacjach | Wyniki w poszczególnych eliminacjach | Wyniki w poszczególnych eliminacjach | Wyniki w poszczególnych eliminacjach | Wyniki w poszczególnych eliminacjach | Wyniki w poszczególnych eliminacjach | Wyniki w poszczególnych eliminacjach | Wyniki w poszczególnych eliminacjach | Pkt. | Msc. |
| ---- | -------------------------------- | ------------ | ------------------------------------ | ------------------------------------ | ------------------------------------ | ------------------------------------ | ------------------------------------ | ------------------------------------ | ------------------------------------ | ------------------------------------ | ------------------------------------ | ---- | ---- |
| 1980 |                                  |              | Włochy                               | Włochy                               | Wielka Brytania                      | Austria                              | Czechosłowacja                       | Włochy                               |                                      | Wielka Brytania                      | Belgia                               | 0    | NS   |
| 1980 | AMK Svazarmu Slovnaft Bratislava | Škoda 130 RS | -                                    | -                                    | -                                    | -                                    | NZ                                   | -                                    | -                                    | -                                    | -                                    | 0    | NS   |

### Puchar Pokoju i Przyjaźni
| Rok  | Samochód | Silnik | Wyniki w poszczególnych eliminacjach | Wyniki w poszczególnych eliminacjach | Wyniki w poszczególnych eliminacjach | Wyniki w poszczególnych eliminacjach | Wyniki w poszczególnych eliminacjach | Wyniki w poszczególnych eliminacjach | Wyniki w poszczególnych eliminacjach | Pkt. | Msc. |
| ---- | -------- | ------ | ------------------------------------ | ------------------------------------ | ------------------------------------ | ------------------------------------ | ------------------------------------ | ------------------------------------ | ------------------------------------ | ---- | ---- |
| 1986 |          |        | Polska                               | Czechosłowacja                       |                                      |                                      |                                      |                                      |                                      | 39   | 26   |
| 1986 | MTX 1-06 | Łada   | -                                    | -                                    | -                                    | -                                    | 6                                    | -                                    | -                                    | 39   | 26   |
| 1987 |          |        | Polska                               |                                      |                                      |                                      |                                      |                                      |                                      | 103  | 9    |
| 1987 | MTX 1-06 | Łada   | 7                                    | 12                                   | 12                                   | -                                    |                                      |                                      |                                      | 103  | 9    |